# Adolf Frederik af Sverige
Adolf Frederik (svensk: Adolf Fredrik, tysk: Adolf Friedrich; født 14. maj 1710, død 12. februar 1771) var fyrstbiskop i Lübeck fra 1727 og konge af Sverige fra 1751.
Han var søn af fyrstbiskoppen af Lübeck, Christian August af Slesvig-Holsten-Gottorp og Albertine Frederikke af Baden-Durlach, og morbror til Katarina den Store af Rusland. Han arvede titlen som fyrstbiskop af Lübeck fra sin far i 1727. I 1743 blev han ved russisk indflydelse gjort til konge af Sverige. Han giftede sig året efter med Louise Ulrike af Preussen, der var søster til Frederik den Store. Selv om personer i hans omgivelser forsøgte at øge hans indflydelse, havde han som konge under Frihedstidens partistyre kun begrænset personlig magt.
Med Adolf Frederik vendte fyrstehuset Oldenburg tilbage på den svenske trone for første gang siden 1523. Han grundlagde den svenske linje af Huset Holsten-Gottorp, der regerede Sverige frem til 1818.

## Fødsel og familiebaggrund
Adolf Frederik blev født den 14. maj 1710 på Gottorp Slot ved byen Slesvig i Hertugdømmet Slesvig som den anden søn af Christian August af Slesvig-Holsten-Gottorp i hans ægteskab med Albertine Frederikke af Baden-Durlach. Hans far, der var en yngre søn af hertug Christian Albrecht af Slesvig-Holsten-Gottorp, var fyrstbiskop af Lübeck og fungerede under Store Nordiske Krig tillige som administrator i Holsten-Gottorp for sin mindreårige nevø, hertug Carl Frederik af Slesvig-Holsten-Gottorp. Blandt hans søskende var prinsesse Johanna Elisabeth af Slesvig-Holsten-Gottorp, der siden skulle blive mor til Katarina den Store af Rusland.
Han var forbundet med det svenske kongehus gennem sin farbror, hertug Frederik 4. af Slesvig-Holsten-Gottorp, der var svoger til den svenske konge, Karl 12., men først og fremmest gennem sin mor, der nedstammede fra Karl 9. af Sverige. Ved hans dåb sendte kong Karl 12. af Sverige, som var blevet inviteret til at være hans gudfar, ham en fuldmagt på en plads som officer i den svenske hær.

## Fyrstbiskop af Lübeck
I 1727 døde hans storebror Carl August, der året forinden havde efterfulgt deres far som biskop af Lübeck som bare 20-årig. Det lykkedes hans mor at få den blot 17-årige Adolf Frederik udpeget som hans efterfølger, og den 16. september 1727 blev han valgt af Lübecks domkapitel som fyrstbiskop af Lübeck. 
På trods af at hans fætter, hertug Carl Frederik af Slesvig-Holsten-Gottorp, havde modsat sig det, blev han alligevel ved Carl Frederiks død i 1739 udpeget til formynder for dennes mindreårige søn, hertug Karl Peter Ulrik (den senere kejser Peter 3. af Rusland) og han fungerede i nogle år som regent i de gottorpske lande.

## Konge af Sverige
I 1743 blev Adolf Frederik efter Ruslands sejr i Den russisk-svenske krig udset til svensk kronprins under påvirkning fra kejserinde Elisabeth af Rusland. Hans valg skete på bekostning af Kronprins Frederik af Danmark, hvad der var tæt på at føre til krig mellem Sverige og Danmark-Norge. Adolf Frederik giftede sig året efter med prinsesse Louise Ulrike af Preussen, der var søster til Frederik den Store. 
Hans regeringstid fra 1751 blev præget af stridigheder med stænderne i Frihedstidens Sverige. Han havde som konge kun begrænset personlig magt, og et mislykket statskup i 1756 fratog ham yderligere indflydelse. Fra 1756 fik Rigsrådet fik endda ret til at benytte et navnestempel til de beslutninger, Adolf Frederik ikke selv ville underskrive.
Kong Adolf Frederik døde den 12. februar 1771 på Stockholms Slot. Han blev efterfulgt som konge af sin ældste søn Gustav, der besteg tronen som Gustav 3.

## Eksterne links
- Wikimedia Commons har flere filer relateret til Adolf Frederik af Sverige

| Adolf FrederikHuset Holsten-GottorpSidelinje af Huset OldenborgFødt: 14. maj 1710 Død: 12. februar 1771 |                                   |                                   |
| Titler som regent                                                                                       |                                   |                                   |
| Foregående: Frederik 1.                                                                                 | Konge af Sverige 1751 – 1771      | Efterfølgende: Gustav 3.          |
| Foregående: Karl August                                                                                 | Fyrstbiskop af Lübeck 1727 – 1750 | Efterfølgende: Frederik August 1. |